# Monica Musonda
Monica Katebe Musonda (Zàmbia, c. 1976) és una advocada i empresària, que va renunciar a una feina ben remunerada com a advocada corporativa per iniciar i dirigir una empresa de processament d'aliments amb seu a Zàmbia, Java Foods Limited, on exerceix com a directora executiva.

## Antecedents i educació
Musonda va néixer a Zàmbia. Té una llicenciatura en dret per la Universitat de Zàmbia i un màster en dret per la Universitat de Londres. Quan va començar el seu negoci de processament d'aliments el 2012, se la va descriure com "una advocada anglesa amb doble qualificació i defensora de Zàmbia".

## Com a advocada
La carrera jurídica de Musonda va començar al Regne Unit, després del segon grau. Va ser advocada associada a Clifford Chance a Londres. Es va traslladar a Sud-àfrica i va ser promoguda a sòcia d'Edward Nathan, a Johannesburg.
Mentre estava a Sud-àfrica, la van convèncer perquè es traslladés a Washington, DC com a consellera general interna de la Corporació Financera Internacional, un component del Grup del Banc Mundial. Mentre estava allà, es va obrir una posició al grup Dangote a Lagos, Nigèria. Va ser contractada com a Directora d'Afers Jurídics i Corporatius i aviat va ser promoguda a Consellera General del Grup.

## Com a emprenedora
Aliko Dangote, la persona més rica d'Àfrica, estava instal·lant una fàbrica de ciment a Zàmbia. Va preguntar a Musonda qui havia viatjat amb ell durant el viatge, per què gairebé no hi havia un banc, una companyia d'assegurances o un proveïdor d'equips/matèries primeres de propietat zambiana. Sentint-se desafiada i inspirada, va renunciar a la seva feina corporativa i utilitzant els diners estalviats i prestats de familiars i amics, va contractar una empresa a la Xina per fabricar fideus amb la marca Java Foods.
Quatre anys després, va decidir ampliar la seva línia de productes. També va decidir fabricar localment i obtenir la matèria primera a Zàmbia. El seu següent producte és un "cereal instantani fortificat", al qual es refereix com a "farinetes", fet amb farina de blat de moro.
Va comptar amb l'ajuda de Partners in Food Solutions (PFS), un "consorci d'empreses alimentàries líders a nivell mundial que inclou" General Mills, Cargill, DSM, Bühler, Hershey i Ardent Mills. Els enginyers de PFS, els directors empresarials i els científics d'aliments de General Mills i Cargill, van treballar amb el personal de Java Foods al llarg d'un any, de manera gratuïta, per fer que la planta de processament d'aliments de Zàmbia es posés en marxa. La consulta gratuïta es calcula en 50.000 dòlars EUA.
A juny de 2017, Java Foods Limited tenia 25 empleats a temps complet. Aquest nombre s'havia reduït a 19 empleats a temps complet el 2020. Els productes que s'ofereixen són (a) eeZee Instant Noodles (b) eeZee Supa Cereal, un "cereal instantani fortificat" i (c) aperitius de blat de moro Num Nums.

## Altres consideracions
Monica Musonda va ser nomenada membre del Comitè de Governança i Ètica de CAF, el juliol de 2019. Musonda forma part del jurat de la Cartier Women's Initiative.
Musonda forma part dels consells d'administració de les empreses següents, com a directora no executiva (a) Airtel Networks Zambia Plc. (b) Zambia Sugar Plc. i (c) Dangote Industries Zambia Limited.

## Premis
- Premi a l'empresari agroalimentari africà de l'any 2017.[1]
- 2022 100 Women (BBC).[8]